# Medicină antroposofică
Medicina antroposofică este o direcție de medicină complementară apărută din antroposofia fondată de Rudolf Steiner. Ea își propune să completeze și să lărgească medicina cu baze științifice experimentale, și nu să o înlocuiască (așa cum își propune medicina alternativă). Bazele teoretic-metodice ale medicine antroposofice au fost dezvoltate de Steiner în anii 1920-1924 în numeroase conferințe pentru medici și studenți la medicină, ca și în cartea scrisă împreună cu Ita Wegman Fundamentele terapiei antroposofice (titlul original Fundamente pentru lărgirea artei medicale prin cunoștințe spiritual-științifice, apărută în 1925).
Medicina antroposofică își extrage denumirea din greaca veche; anthropos-om și sophia-înțelepciune. Este practicată astăzi în peste 80 de țări, cu preponderență în Europa Centrală. Se fundamentează pe principiile științelor naturale, prin cercetarea fenomenelor fizice, vitale(de viață), sufletești și spirituale, completate cu cunoștințe din știința spirituală Antroposofia, imaginație, inspirație, intuiție. Medicii antroposofi nu resping terapiile standard, ci încearcă să le completeze prin metode speciale și prin medicamente produse din substanțe vegetale, animale și minerale. 
În spațiul vorbitor de limbă germană, există în acest moment nouă spitale și clinici orientate antroposofic. În Germania de exemplu, în prezent sunt achitate total sau parțial tratamentele cu medicamente antroposofice de către 52 de case de asigurări de sănătate. 
Medicina antroposofică atribuie omului patru părți constitutive și anume corp fizic, corp eteric, corp astral și EU, prin a căror cooperare/legătură iau naștere trei sisteme funcționale:
- sistemul nervos/senzorial, ca purtător al gândirii
- sistemul ritmic ca putător al simțirii (sentimentelor)
- sistemul metabolic și al membrelor ca purtător al voirii/voinței
Astfel, medicina antroposofică explică îmbolnăvirile printr-un dezechilibru al acestor sisteme. Medicamentele antroposofice sunt introduse în tratament cu scopul de a reface echilibrul și astfel de a depăși boala. 
Potrivit lui Egil Asprem, „Învățăturile lui Steiner aveau o alură clar autoritară și au dezvoltat o polemică destul de grosolană împotriva « materialismului », « liberalismului » și « degenerării » culturale. [...] De exemplu, medicina antroposofică a fost dezvoltată pentru a contrasta cu medicina « materialistă » (și prin urmare « degenerată ») a establishment-ului.” Conform antroposofiei, științele medicale mainstream sunt ahrimanice.
Medicina antropozofică se bazează pe noțiunile ocultismului și pe filozofia spirituală⁠(en)[traduceți] a lui Steiner, pe care a numit-o antropozofie. Medicii folosesc o varietate de tehnici de tratament bazate pe preceptele homeopatice, inclusiv masaj, exerciții, consiliere și substanțe. Multe medicamente preparate și folosite în medicina antroposofică homeopatică sunt similare cu cele utilizate în homeopatie. Remediile homeopate nu sunt eficace medical și sunt, în general, considerate inofensive, cu excepția cazului când sunt folosite ca un substitut al curei științific dovedite și eficace. În anumite țări europene, persoanelor cu cancer le sunt uneori prescrise remedii special recoltate (de exemplu vâsc), dar cercetările nu au constatat nici o dovadă convingătoare de beneficiu clinic. Unii medici antroposofi se opun vaccinării în copilărie, și acest lucru a condus la izbucnirea unor focare de boli care ar fi putut fi prevenite. Profesorul universitar de medicină complementară Edzard Ernst⁠(en)[traduceți] și alți medici și oameni de știință, inclusiv Simon Singh și David Gorski, au caracterizat medicina antroposofică drept escrocherie medicală pseudoștiințifică, lipsită de orice bază științifică sau logică.
În timpul pandemiei de COVID-19, spitalele Steiner din Germania au devenit notorii printre medicii legitimi pentru folosirea unor remedii băbești pe pacienți sedați, unii bolnavi în mod sever. Remediile includeau cataplasme cu ghimbir și preparate homeopatice despre care se susține că ar conține praf de meteoriți. Stefan Kluge, directorul secției de terapie intensivă de la Centrul Medical Universitar din Hamburg a menționat că afirmațiile medicilor antroposofi pe timpul pandemiei erau „profund neprofesionale” și că „riscau să producă nedumeriri pacienților”.
Conform lui Dan Dugan, Steiner a promovat următoarele susțineri medicale pseudoștiințifice:
1. susținerea vitalismului;
2. îndoieli asupra teoriei germenilor infecțioși;[10]
3. abordare ciudată a sistemelor fiziologice;
4. „inima nu este o pompă”.[8][19]

Steiner este de asemenea vestit pentru afirmații bizare, cum ar fi „tricotajul produce o dantură puternică” sau „a stimula prea puternic inteligența produce nanism”. Acesta este motivul pentru care elevii școlilor Waldorf croșetează și tricotează.
Medicii antroposofici cred că bolile sunt cauzate în primul rând de karmă și demoni, mai degrabă decât de cauze materialiste. Evanghelia după Luca este manualul lor principal de științe medicale: acest lucru îi face să creadă că au puteri magice și că medicina este în esență o formă de magie. Organizația profesională franceză a medicilor antropozofi l-a dat în judecată pe Grégoire Perra⁠(fr)[traduceți], autorul acestor afirmații; au fost condamnați să plătească despăgubiri de 25.000 de euro pentru că l-au dat în judecată în mod abuziv. Agenția guvernamentală franceză anti-secte MIVILUDES⁠(en)[traduceți] a raportat că rămâne vigilentă cu privire la antroposofie, în special din cauza aplicațiilor sale medicale deviante și a muncii sale cu minori (pedagogie Waldorf).